# نجران تحت الصفر
نجران تحت الصفر هي رواية للكاتب الفلسطيني يحيى يخلف. صدرت في بيروت عام 1977، عن دار الآداب. تعد واحدة من أبرز الأعمال الأدبية العربية، حيث تم تصنيفها ضمن أفضل مائة رواية عربية.

## عن الرواية
تقدم الرواية رؤى عميقة وتحليلًا للحالة الاجتماعية والسياسية والإنسانية في منطقة نجران، وتخرج عن الإطار التقليدي للروايات من خلال تناولها لعدة أبعاد تاريخية وأنثروبولوجية وسياسية.
نجران تحت الصفر هي رواية تعكس واقعًا اجتماعيًا وسياسيًا شديد القسوة، تكشف عن حياة بشرية مغلقة في حارة العبيد التي لا تختلف كثيرًا عن مخيمات اللاجئين في الشرق الأوسط. بأسلوبه الساخر والمرير، استطاع يحيى يخلف أن يحقق توازنًا بين السرد القصصي والتحليل الاجتماعي والسياسي، ليقدم واحدة من أهم الأعمال الأدبية التي تظل حيّة في الذاكرة الأدبية العربية.
تأخذ الرواية طابعًا تاريخيًا يربطها بالتوقيت السياسي والبيئي الذي شهدته المنطقة في فترة ما بعد الحرب، كما أن الكاتب يعرض من خلالها العديد من تفاصيل الحياة اليومية في تلك البيئة المغلقة. هي أيضًا أنثروبولوجية بشكل لافت حيث يغوص في أعماق المجتمعات الصغيرة والعادات المتوارثة، مما يجعل القارئ يعيش التجربة من خلال الشخصيات التي تروي الأحداث بصدق وواقعية. أما البُعد السياسي في الرواية، فيتجسد في تحليل الاضطهاد والاستغلال السياسي والاجتماعي الذي يعصف بالإنسان العربي في تلك المناطق.

## السياق الشخصي للكاتب
تعكس الرواية جزءًا من تجارب الكاتب يحيى يخلف، الذي عاش جزءًا من حياته في نجران، ليصيغ من خلالها قصة شخصيات مرَّت بتجارب مريرة من الظلم والقهر. تُرصد الرواية بشكل مفصل الظروف المعيشية في "حارة العبيد" بنجران، حيث يسود الجهل والفقر، وتكثر فيها الممارسات الاستغلالية. الرواية ليست مجرد سرد للأحداث، بل هي بمثابة وثيقة تاريخية تحمل بين طياتها تجارب الناس العاديين الذين يعانون في صمت. إذ يختلط السرد الأدبي بالوثائق التاريخية التي تكشف عن الحقائق المرة التي عايشها الكاتب في تلك الفترة. في نهاية الرواية، يقوم الكاتب بإرفاق جزء وثائقي يوضح القارئ فيه أن ما قرأه لم يكن مجرد خيال، بل حقائق دامغة عن واقع المنطقة وصراعها السياسي.

## لغة الخطاب في الرواية
اللغة التي يستخدمها يحيى يخلف، كغيره من الروائيين العرب، هي اللغة العربية الفصحى الحديثة التي تتناسب مع بيئات الروايات. تبرز اللغة في نجران تحت الصفر كـ"يمنية نجرانية" في أغلبها، مما يعكس أجواء اليمن وأسلوب الحياة هناك، حتى تصبح جزءًا من السرد.
يوظف يخلف لغة تصويرية قوية قادرة على نقل الأجواء اليمنية بدقة، كما في مشهد الإعدام، حيث تتنقل التفاصيل عبر لغة غنية بالنكهات اليمنية، مثل "القات"، "المقلقل"، و"العصيدة". تُستخدم مفردات محددة لتوصيل الأجواء المحمومة والواقع الاجتماعي في نجران خلال الحرب الأهلية.
اللغة تساهم في إبراز توتر الأحداث وتوقعات التطورات المستقبلية عبر أسلوب سردي يعتمد على التكرار والتشبيه، حيث يحضر "المشهد المسرحي" بشدة ليمنح القارئ إحساسًا بالمشاركة في اللحظة التاريخية. اللغة في الرواية أيضًا تشير إلى البيئة النجرانية وتفاصيلها، مثل الطعام والمشروبات التقليدية، ما يعزز "الإيهام بالواقع" عند القارئ.
على مستوى الحوار، تظهر تعددية لغوية في الرواية، حيث يستخدم يخلف الفصحى أحيانًا والمزج بين الفصحى والعامية في أحيان أخرى، لتتناسب مع الشخصيات والمواقف. يُظهر الحوار مستوى الشخصيات الاجتماعي والثقافي، ويظل ممثلاً للبيئة المحيطة بها. يخلق يخلف توازنًا بين فصحى قريبة من الواقع الشعبي وبين استخدام العامية لإضفاء طابع أكثر واقعية على المواقف.
إجمالاً، تظل اللغة في نجران تحت الصفر منسجمة مع الفضاء الروائي، حيث تبرز كأداة فنية تلعب دورًا رئيسيًا في تمثيل الواقع الاجتماعي والسياسي لليمن في فترة الحرب الأهلية، مما يجعل القارئ يشعر بصدق الأحداث ويعيش التوترات والانقسامات التي شهدتها تلك الفترة.

## الشخصيات والمحور الرئيسي
تتجسد العلاقات بين الشخصيات عبر مشاهد قاسية ومشحونة، ما يعكس توترًا اجتماعيًا وسياسيًا مع بروز مأساة إعدام "اليامي" كحدث مركزي. يخلق يخلف في الرواية عالمًا يعكس قسوة الواقع ومرارة الظلم، ويُظهر معاناة الفقراء والبسطاء في بيئة مأزومة. يندمج الحدث السياسي مباشرة في سياق الشخصيات وتفاعلاتهم، حيث تتوازى قصص الحب والصراع مع سياق الحرب الاجتماعية والفقر المطبق. تكمن قوة الرواية في أسلوبها السردي المكثف والجمل القصيرة التي تضفي توترًا دراميًا، مما يعزز تصوير الحياة المتسمة بالظلم والقلق، ويبني رابطًا حيويًا بين الشخصيات والمجتمع ومن هذه الشخصيات:
- اليامي: الشخصية التي يتم إعدامها في بداية رواية "نجران تحت الصفر"، وتوصف بشكل قوي ودراماتيكي في النص.
- سمية عبدة السديري: أحد الشخصيات في الرواية التي تُذكر في سياق المشهد الأول حيث تقف مع الحشد.
- أحمد شاهي: الطبيب الباكستاني الذي يظهر في المشهد الأول في الرواية.
- الغامدي: شيخ مشايخ التجار في الرواية.
- بو شنان: شخصية أخرى يتم ذكرها في الحوار، يظهر في أكثر من مشهد.
- رأفت: أحد الشخصيات التي تشارك في حوار مع "بو شنان".
- الزيدي: شخصية تظهر في مشهد آخر بالحوار الذي ذكرته.
- ابن عناق: شخصية تظهر في نفس المشهد الذي يظهر فيه الزيدي و "بو شنان".